# Henry Welsford
Henry Welsford   (Pittston, 14 de juny de 1900 - Pittsburgh, abril 1974) fou un remer estatunidenc que va competir durant la dècada de 1920.
El 1924 va prendre part en els Jocs Olímpics de París, on va guanyar la medalla de bronze en la prova del quatre amb timoner del programa de rem.